# Eparchia New Westminster
Eparchia New Westminster – eparchia Kościoła katolickiego obrządku bizantyjsko-ukraińskiego w Kanadzie, obejmująca wiernych zamieszkałych w prowincji Kolumbia Brytyjska. Należy do metropolii Winnipeg. Została erygowana w 1974 roku, w wyniku wydzielenia z eparchii Edmonton jej zachodniej części. 